# كاثرين شيبرد
كاثرين شيبرد (بالإنجليزية: Catherine Shepherd)‏ هي ممثلة بريطانية، ولدت في 1975 في إنجلترا في المملكة المتحدة.

## وصلات خارجية
- كاثرين شيبرد على موقع IMDb (الإنجليزية)
- كاثرين شيبرد على موقع ميوزك برينز (الإنجليزية)
- كاثرين شيبرد على موقع قاعدة بيانات الفيلم (الإنجليزية)